# Derde klasse 1994-95 (voetbal België)
Het seizoen 1994/95 van de Belgische Derde Klasse ging van start op 3 september 1994 en eindigde op 25 mei 1995. R. Cappellen FC won in Derde Klasse A, KFC Tielen won in Derde Klasse B.

## Reglementswijziging
Bij de start van dit seizoen werden er enkele reglementswijzigingen doorgevoerd:
- Voor de promotie-eindronde zouden zich vanaf nu maar zes clubs kunnen kwalificeren in plaats van acht. De club die in Tweede Klasse op de 16e plaats eindigde, zou vanaf ronde 2 instromen.
- De twee teams die laatste en voorlaatste eindigen zouden rechtstreeks degraderen. De teams die 14e eindigen zouden deelnemen aan de eindronde met vierdeklassers. Beide teams doen mee vanaf ronde 2.

## Gedegradeerde teams
Deze teams waren gedegradeerd uit de Tweede Klasse voor de start van het seizoen:
- KRC Mechelen (rechtstreeks)

## Gepromoveerde teams
Deze teams waren gepromoveerd uit de Vierde Klasse voor de start van het seizoen:
- RRC Heirnis Gent (kampioen 4A)
- KFC Rita Berlaar (kampioen 4B)
- KFC Tielen (kampioen 4C)
- AC Hemptinne-Eghezée (kampioen 4D)
- Racing Jet Wavre (winnaar eindronde)

## Promoverende teams
Deze teams promoveerden naar Tweede Klasse op het eind van het seizoen:
- R. Cappellen FC (kampioen 3A)
- KFC Tielen (kampioen 3B)
- KFC Turnhout (eindronde)

## Degraderende teams
Deze teams degradeerden naar Vierde Klasse op het eind van het seizoen:
- KFC Izegem (rechtstreeks uit 3A)
- R. Francs Borains (rechtstreeks uit 3A)
- KVO Aarschot (rechtstreeks uit 3B)
- K. Beringen FC (rechtstreeks uit 3B)
- KFC Avenir Lembeek (eindronde)

## Eindstand
| Legende                                |
| -------------------------------------- |
| Kampioen + promotie naar Tweede Klasse |
| Kwalificatie voor promotie-eindronde   |
| Kwalificatie voor degradatie-eindronde |
| Degradatie naar Vierde Klasse          |

### Derde Klasse A
|   |    |                              | P  | W  | G  | V  | +  | -  | DS  | Ptn |
| - | -- | ---------------------------- | -- | -- | -- | -- | -- | -- | --- | --- |
| K | 1  | R. Cappellen FC              | 30 | 20 | 9  | 1  | 70 | 30 | 40  | 49  |
| E | 2  | FC Denderleeuw               | 30 | 18 | 7  | 5  | 59 | 35 | 24  | 43  |
| E | 3  | R. Olympic Club de Charleroi | 30 | 16 | 9  | 5  | 54 | 34 | 20  | 41  |
|   | 4  | RAEC Mons                    | 30 | 15 | 9  | 6  | 57 | 44 | 13  | 39  |
| E | 5  | R. Union Saint-Gilloise      | 30 | 14 | 11 | 5  | 61 | 44 | 17  | 39  |
|   | 6  | KFC Roeselare                | 30 | 15 | 5  | 10 | 38 | 40 | −2  | 35  |
|   | 7  | KSK Roeselare                | 30 | 12 | 11 | 7  | 57 | 37 | 20  | 35  |
|   | 8  | KRC Mechelen                 | 30 | 10 | 13 | 7  | 30 | 30 | 0   | 33  |
|   | 9  | K. Berchem Sport             | 30 | 9  | 11 | 10 | 39 | 33 | 6   | 29  |
|   | 10 | K. Tubantia Borgerhout VK    | 30 | 9  | 7  | 14 | 48 | 50 | −2  | 25  |
|   | 11 | KFC Vigor Wuitens Hamme      | 30 | 8  | 8  | 14 | 33 | 43 | −10 | 24  |
|   | 12 | Standaard Wetteren           | 30 | 10 | 3  | 17 | 46 | 67 | −21 | 23  |
|   | 13 | RRC Heirnis Gent             | 30 | 8  | 7  | 15 | 44 | 56 | −12 | 23  |
| E | 14 | KFC Avenir Lembeek           | 30 | 6  | 5  | 19 | 27 | 56 | −29 | 17  |
| D | 15 | R. Francs Borains            | 30 | 5  | 4  | 21 | 32 | 59 | −27 | 14  |
| D | 16 | KFC Izegem                   | 30 | 2  | 7  | 21 | 25 | 62 | −37 | 11  |

### Derde Klasse B
|   |    |                           | P  | W  | G  | V  | +  | -  | DS  | Ptn |
| - | -- | ------------------------- | -- | -- | -- | -- | -- | -- | --- | --- |
| K | 1  | KFC Tielen                | 30 | 18 | 6  | 6  | 70 | 29 | 41  | 42  |
| E | 2  | Hoogstraten VV            | 30 | 16 | 8  | 6  | 52 | 30 | 22  | 40  |
| E | 3  | KFC Turnhout              | 30 | 15 | 8  | 7  | 42 | 26 | 16  | 38  |
| E | 4  | Racing Jet Wavre          | 30 | 15 | 6  | 9  | 53 | 39 | 14  | 36  |
|   | 5  | KFC Rita Berlaar          | 30 | 14 | 8  | 8  | 51 | 41 | 10  | 36  |
|   | 6  | AC Hemptinne-Eghezée      | 30 | 13 | 7  | 10 | 47 | 38 | −9  | 33  |
|   | 7  | KFC Poederlee             | 30 | 11 | 8  | 11 | 41 | 37 | 4   | 30  |
|   | 8  | KFC Herentals             | 30 | 9  | 12 | 9  | 42 | 38 | 4   | 30  |
|   | 9  | RCS Verviétois            | 30 | 12 | 5  | 13 | 45 | 46 | −1  | 29  |
|   | 10 | KSC Hasselt               | 30 | 11 | 6  | 13 | 34 | 37 | −3  | 28  |
|   | 11 | RFC Tilleur-Saint-Nicolas | 30 | 10 | 8  | 12 | 38 | 44 | −6  | 28  |
|   | 12 | KSV Mol                   | 30 | 9  | 8  | 13 | 32 | 46 | −14 | 26  |
|   | 13 | RFC Namur                 | 30 | 9  | 6  | 15 | 35 | 69 | −34 | 24  |
| E | 14 | KFC Zwarte Leeuw          | 30 | 6  | 11 | 13 | 29 | 43 | −14 | 23  |
| D | 15 | K. Beringen FC            | 30 | 6  | 8  | 16 | 35 | 51 | −16 | 20  |
| D | 16 | KVO Aarschot              | 30 | 4  | 9  | 17 | 30 | 59 | −29 | 17  |

## Periodekampioenen

### Derde Klasse A
- Eerste periode: R. Union Saint-Gilloise, 16 punten
- Tweede periode: R. Cappellen FC, 16 punten
- Derde periode: FC Denderleeuw, 17 punten

### Derde Klasse B
- Eerste periode: KFC Tielen, 16 punten
- Tweede periode: KFC Tielen, 15 punten
- Derde periode: Hoogstraten VV, 14 punten

## Eindronde

### Promotie-eindronde

#### Ronde 1
In de eerste ronde van de eindronde traden zes derdeklassers aan, die aan elkaar gepaard werden. De drie winnaars van elk duel gaan door naar de volgende ronde. 
| Datum      | Wedstrijd                                     | Uitslag |
| ---------- | --------------------------------------------- | ------- |
| 13/05/1995 | Racing Jet Wavre - Hoogstraten VV             | 3-0     |
| 14/05/1995 | KFC Turnhout - R. Union Saint-Gilloise        | 1-0     |
| 14/05/1995 | FC Denderleeuw - R. Olympic Club de Charleroi | 6-1     |

#### Ronde 2
In de tweede ronde wordt bij de drie winnaars van de eerste ronde KTH Diest, dat 16e eindigde in Tweede Klasse, gevoegd. De teams worden aan elkaar gepaard en de winnaars spelen een finale.
| Datum      | Wedstrijd                     | Uitslag    |
| ---------- | ----------------------------- | ---------- |
| 20/05/1995 | KTH Diest - Racing Jet Wavre  | 4-2        |
| 21/05/1995 | FC Denderleeuw - KFC Turnhout | 2-3 (n.v.) |

#### Finales
De twee winnaars van de tweede ronde spelen de finale.
| Datum      | Wedstrijd                | Uitslag |
| ---------- | ------------------------ | ------- |
| 25/05/1995 | KFC Turnhout - KTH Diest | 2-0     |

Voor de plaatsen 3 en 4 werd nog een wedstrijd gespeeld:
| Datum      | Wedstrijd                         | Uitslag |
| ---------- | --------------------------------- | ------- |
| 25/05/1995 | FC Denderleeuw - Racing Jet Wavre | 5-2     |

### Degradatie-eindronde
De twee teams die 14de eindigden, KFC Avenir Lembeek en KFC Zwarte Leeuw, speelden een eindronde met een aantal vierdeklassers en gingen daar van start in de tweede ronde.